# L'Archipel en feu

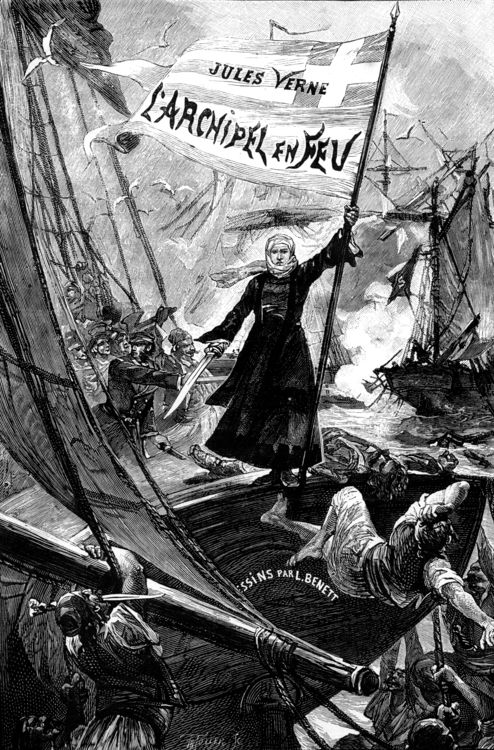
Frontispice du roman.

L'Archipel en feu est un roman historique de Jules Verne, paru en 1884. Le récit se déroule sur le fond de la guerre d'indépendance grecque dans les îles de la mer Égée, dans les années 1820.
L’Archipel en feu est publié à une période où Jules Verne aborde un tournant dans son inspiration. Après le voyage lunaire, le tour du monde sous-marin ou en quatre-vingts jours, quelles autres intrigues « technologiques » inventer ? Verne se rabat donc sur l'exotisme et le romantisme, comme pour les précédents romans qu’il a écrits.
L’Archipel en feu est l’un des quatre romans historico-politiques de Jules Verne, avec Nord contre Sud, Le Chemin de France et Famille-sans-nom. Ces derniers n’ont guère eu de succès ; du vivant de l’auteur, ils se sont vendus à 10 000 exemplaires chacun, soit cinq fois moins que Vingt mille lieues sous les mers, dix fois moins que Le Tour du monde en 80 jours. La critique moderne accorde généralement peu d’intérêt à L'Archipel en feu.

## Historique
L'œuvre paraît d'abord en feuilleton dans Le Temps du 29 juin au 3 août 1884, puis est repris en volume la même année chez Hetzel.

## Résumé
En 1827, les Grecs insurgés résistent farouchement à l’armée turque. Les philhellènes (volontaires européens de diverses nationalités) les soutiennent dans cette lutte inégale. Parmi eux, Henry d’Albaret, Français, lieutenant de vaisseau.
Le Grec Nicolas Starkos, lui, collabore sans vergogne avec l’occupant turc et transporte sur ses navires des Grecs capturés pour les vendre comme esclaves. Une seule personne ose lui résister : sa mère Andronika, qui lui interdit de rentrer dans sa maison.
Sur l’île grecque (sous administration britannique) de Corfou, Henry d’Albaret, le héros français, entre en relations d’affaires avec l’énigmatique banquier Elizundo. L’officier s’éprend de la fille du banquier, Hadjine, et obtient sa main. Mais survient alors Nicolas Starkos, le pirate et esclavagiste susnommé. Le banquier Elizundo doit sa fortune au commerce exercé avec ce triste individu. Le pirate menace de dévoiler l’origine de la fortune d’Elizundo s’il n’obtient pas la main de Hadjine – et donc son héritage. Le banquier cède, mais meurt quelques jours plus tard. Hadjine apprend tout en feuilletant les livres de comptes de son père, refuse la main de Starkos et s’enfuit, sans prévenir son soupirant, Henry d’Albaret, se sentant indigne de l'épouser.
Celui-ci se voit confier le commandement de la Syphanta, navire de guerre affrété sur fonds privés, et entreprend une campagne contre les pirates qui désolent l’archipel grec. Le plus féroce d’entre eux, le légendaire Sacratif, se dérobe constamment. L’officier ne parvient pas à le forcer au combat.
Entre-temps, Hadjine a racheté la faute de son père, en employant tout son héritage au rachat des prisonniers grecs réduits en servitude. Mais, elle-même capturée par des pirates, elle est vendue sur un marché aux esclaves. Par un extraordinaire hasard, ses deux prétendants, le forban et l’officier français, l’y aperçoivent en même temps et se livrent à une surenchère pour l’obtenir. Henry d’Albaret l’emporte et s’embarque avec elle sur le navire de guerre pour revenir à bon port. Hadjine lui raconte tout, lui révèle qu'elle est à l'origine de sa nomination comme capitaine du navire et se déclare désormais digne de lui.
Starkos, qui n’est autre que le légendaire Sacratif, bat alors le rappel de ses troupes et attaque le navire avec une flottille de vaisseaux pirates. Le combat tourne en défaveur des marins philhellènes, qui sont faits prisonniers. Furieux qu'Hadjine ait dilapidé sa fortune, Starkos veut la prendre comme esclave et faire sauter la Syphanta avec Henry d'Albaret et les autres à l'intérieur, mais se rend compte au dernier moment que sa mère se trouve parmi les captifs libérés. Il ordonne de la sauver et les prisonniers en profitent pour se révolter. Dans le chaos qui s'ensuit, Starkos-Sacratif et Andronika trouvent la mort et les pirates sont défaits. Henry et Hadjine peuvent enfin se marier et s’installer en Grèce.

## Controverse
Verne ouvre son roman sur la bourgade de Vitylo (actuellement Ítylo), dans le Magne (sud du Péloponnèse), village de pirates et de pilleurs d'épaves. Les contemporains avaient vivement protesté dès le début de la publication en feuilleton de la traduction grecque du roman.
Lorsque L’Archipel en feu est traduit en grec et publié en feuilleton dans le quotidien athénien Kairi (Le Temps), de juillet 1884 à janvier 1885, les habitants d’Ítylo rédigent une pétition-manifeste pour exiger l’arrêt de la publication. Le scandale donna lieu à quantité d’articles dans les nombreux journaux que compte la Grèce. Toute l’affaire est rapportée en détail dans un article de G. Riegert, « Comment Jules Verne fit scandale en Grèce », paru dans le Bulletin de la société Jules Verne. On y apprend que Verne dut se justifier à plusieurs reprises par des lettres et des articles, protestant de son ardent amour de la Grèce. Mais il ne démordit jamais de ses affirmations initiales.
Les accusations de piraterie si contestées prennent source dans les documents consultés par Verne : L’Univers pittoresque de Didot et le Voyage en Grèce d'Henri Belle paru dans la revue Le Tour du monde en 1876 et que Jules Verne cite dès le premier chapitre. 
À noter que Chateaubriand, grand amoureux de la Grèce, écrivait déjà dans l’introduction de son Itinéraire de Paris à Jérusalem : « J’ai le malheur de regarder les Maniotes comme un assemblage de brigands, esclaves d’origine, qui ne sont pas plus les descendants des anciens Spartiates que les Druses ne sont les descendants du Comte de Dreux. » Cette description est celle de nombreux auteurs de récits de voyage, dont Pouqueville, Michaud, Yemeniz et Henri Belle à l'origine du scandale. Guy Riegert note avec amusement : « Il n’y aura eu, parmi les voyageurs, que ce mal pensant d’Edmond About pour juger les Maniotes « plus intéressants que leurs compatriotes parce qu’ils sont plus hommes ! » (Grèce contemporaine, 1856).

## Les navires
Le roman s'achève sur l'affrontement de deux fameux navires :
- la corvette Syphanta commandée par Henry d’Albaret,

- et un mystérieux brick, sans nom, navire amiral du pirate Sacratif.

Ces deux bâtiments sont réputés capables de vitesses extraordinaires grâce à la disposition de leur voilure et à leurs qualités nautiques particulières. Le brick mystérieux se reconnaît à son grand mât exagérément penché en arrière, à la manière des clippers américains, taillés pour la vitesse, dont l'invention est plus ou moins contemporaine du récit. 
D'autres navires jouent un rôle plus mineur dans le livre ou sont seulement évoqués : 
- la sacolève Karysta commandée par Nicolas Starkos au début du roman et qu'Henry d'Albaret cherche tout au long du récit, pensant y trouver Starkos et Hadjine,
- chébec,
- pinque,
- polacre,
- felouque qui participe au combat final,
- spéronare,
- saïque qui participe au combat final,
- senal qui participe au combat final.

## Liste des personnages
- Henry d'Albaret, Français, 29 ans, lieutenant de vaisseau de la marine royale.
- Elizundo, banquier, Illyrien ou Dalmate, entre 60 et 70 ans.
- Hadjine Elizundo, 22 ans, fille d'Elizundo, de mère grecque.
- Gozzo, vieux marin du Magne.
- Skopélo, 50 ans, juif arabe, chrétien de naissance, âme damnée de Nicolas Starkos.
- Andronika Starkos, patriote grecque, mère de Nicolas Starkos.
- Nicolas Starkos, Grec de naissance, fils d'Andronika, 35 ans, alias le pirate Sacratif.
- Capitaine Stradena, premier capitaine de la Syphanta, tué pendant la campagne contre les pirates.
- Capitaine Todros, 50 ans, d'origine grecque, second de la Syphanta.
- Xaris, frère de lait de la mère d'Hadjine, protecteur de cette dernière.

## Adaptation
Le 12 janvier 1899, Jules Verne donne l'autorisation à Charles Samson et Georges Maurens de monter la pièce au théâtre. Alexandre Fontanes accepte de faire monter la pièce au Théâtre du Châtelet qu'il dirige mais le projet ne verra jamais le jour.